# Outhere
Outhere è un gruppo indipendente di produzione e distribuzione belga di dischi di musica classica diretto da Charles Adriaenssen.
A questo gruppo fanno capo le seguenti etichette discografiche, che inizialmente erano indipendenti:
- Fuga Libera - etichetta discografica belga fondata nel 2004 e diretta da Michel Stockhem; è stata quella da cui ha preso origine il gruppo Outhere;
- Æon - etichetta francese inizialmente diretta da Damien Pousset e specializzata nella musica del XXI secolo ma che offre anche alcuni titoli di musica medievale;
- Alpha - etichetta francese di musica antica fondata nel 1999 da Jean-Paul Combet e divenuta famosa per le opere d'arte presenti sulle copertine, scelte e commentate da Denis Grenier;
- Arcana - etichetta francese fondata nel 1992 da Michel Bernstein e specializzata nel repertorio che va dal medioevo al barocco,
- Ramée - etichetta tedesca di musica antica fondata da Rainer Arndt nel 2004;
- Ricercar - etichetta belga di musica antica fondata da Jerome Léjeune negli anni '80 assieme al complesso Ricercar Consort;
- Zig-Zag Territoires - etichetta francese di musica antica fondata nel 1998 da Sylvie Brély e Franck Jaffrès;
- Outnote - etichetta di musica jazz fondata nel 2010 da Outhere e diretta da Jean-Jacques Pussiau, già direttore della Owl Records;
- Phi - etichetta discografica di Philippe Herreweghe, fondata nel 2011.